# The Justice Society Returns
"O Retorno da Sociedade da Justiça" (original em inglês: "The Justice Society Returns") é um arco de histórias em nove edições que cruzou várias revista em quadrinhos publicadas pela DC Comics em 1999, revivendo a equipe de super-heróis da Era de Ouro, que anteriormente tinha sido revivida na década de 1980.

## Histórico da publicação
Os quadrinhos envolvidos neste crossover entre múltiplos títulos foram uma espécie de relançamento das edições de Adventure Comics #1, All-American Comics #1, All-Star Comics #1-2, National Comics #1, Sensation Comics #1, Smash Comics #1, Star-Spangled Comics #1 e Thrilling Comics #1. Os nomes incluíam os quadrinhos lançados pela All-American Publications, uma das três empresas que se fundiram para formar a atual DC, assim como a Quality Comics, os direitos que a DC comprou na década de 1950.

## Sinopse do enredo
Durante a II Guerra Mundial, alguns simpatizantes Nazistas começam um ritual usando Dr. Oculto para trazer um ser conhecido como Koth para a Terra, a fim de assegurar vitória ao Eixo na guerra. o Homem-Hora e vários heróis mágicos tentam detê-los, mas sem sucesso. O feitiço acaba por dar errado e os Nazistas acabam libertando um vilão conhecido como Predador, cujo único propósito é acabar com a vida em todos os lugares. Os heróis mágicos mortos ou capturados pelo Predador, sendo que o Homem-Hora e o Dr. Oculto conseguem escapar. Homem-Hora relata ao colegas da Sociedade da Justiça da América sobre a ameaça do Predador, e o grupo luta com ele em Washington, DC. A SJA consegue ferir o Predador, que acaba criando sete discípulos (feito dos corpos dos Nazistas que o trouxeram para a Terra) para continuar seu trabalho, enquanto ele se recupera. A JSA acaba dividida em sete equipes, cada uma com a tarefa de derrotar um dos sete discípulos, e acabam tendo sucesso. O Dr. Oculto, em seguida, reúne toda a equipe para uma última batalha contra o Predador na Antártida, onde o Predador estava construindo uma máquina que iria dizimar a vida na Terra. Depois de uma longa luta, a máquina é destruída e o Predador é derrotado.

## Títulos
- Parte 1 — All Star Comics #1 — "Time's Keeper"
- Parte 2 — All-American Comics #1 — "Cold Heart"
- Parte 3 — Adventure Comics #1 — "Stars and Atoms"
- Parte 4 — National Comics #1 — "Fair Play"
- Parte 5 — Sensation Comics #1 — "Womanly Deeds and Manly Words"
- Parte 6 — Smash Comics #1 — "Name Your Poison"
- Parte 7 — Star Spangled Comics #1 — "...A Terrifying Hour!"
- Parte 8 — Thrilling Comics — "No More Tomorrows"
- Parte 9 — All Star Comics #2 — "Time's Arrow"

## Edições encadernadas
O arco da história foram coletados no encadernado de capa mole The Justice Society Returns (ISBN 1-4012-0090-7), publicado pela DC Comics em 2003.